# Mattia Forte
Mattia Forte (Capriglia, 4 dicembre 1866 – Salerno, 3 luglio 1923) è stato un compositore italiano.

## Biografia
Figlio di Luigi e Maria Sapere, vive a Capriglia presso la casa di famiglia in via Casa Forte. La sua verve musicale si intravede fin dalla tenera età, infatti, già suona il pianoforte in modo egregio. Si iscrive al liceo a Salerno ma all'età di 14 anni si trasferisce a Napoli a studiare presso il conservatorio San Pietro a Maiella sotto la guida del prof. Nicola D'Arienzo dove studia e si diploma in composizione. Appena diplomato dirige la filarmonica del teatro di Corato e in questo periodo conosce il M° Pietro Mascagni che dirige la filarmonica del teatro di Barletta. Torna nella casa di Capriglia ove vive in stretta simbiosi con lo studio della musica, in un salone della sua abitazione allestisce un piccolo teatro dove organizza feste sfarzose e rappresenta le operette da lui composte e andate in scena nei teatri comunali di Trani e Corato e nei più importanti teatri e sale da ballo napoletane.  "Verista", nella scrittura delle sue opere si ispira a Puccini e Mascagni e scrive molti brani su testi di Salvatore Di Giacomo che spesso ospita a Capriglia, Ottavio De Sica, Francesco Galdo, Carlo Scuccimarra, Guglielmo Schiralli. Il 23 aprile del 1914, all'età di 48 anni, sposa la signora Filomena Naddeo vedova del barone Angelantonio Farina di Coperchia. Nel periodo successivo al matrimonio inizia a viaggiare in Veneto e in Toscana dove compone svariati brani. Muore a Salerno il 3 luglio del 1923 per un attacco cardiaco, la cerimonia funebre fu celebrata il giorno dopo presso la Rettoria di San Giorgio a Salerno. Le sue opere sono depositate alla biblioteca nazionale di Napoli, Conservatorio di Bologna, Accademia S. Cecilia di Roma.
Lettera di Salvatore di Giacomo alla famiglia Forte dopo la morte di Forte:
Napoli, 4 luglio 1923
Pregiatissima signora, vi scrivo assai commosso, profondamente rattristato, dall'annunzio che ricevo in questo momento - un telegramma firmato Luigi Farina (sindaco del Comune di Pellezzano) - della morte del caro maestro Forte! Egli aveva un'anima buona e ha molto sofferto nella vita. il suo talento gentile e poderoso non gli ha potuto dare quel che si meritava. Sono tanto tanto afflitto da questa tristissima notizia, e piango il mio povero amico come si può piangere un fratello. Il telegramma indirizzato alla biblioteca ha trovato chiusa la biblioteca stessa, ieri, e non mi è stato recapitato che adesso che mi reco. Se l'avessi avuto a casa, ieri, sarei venuto ad accompagnare la cara salma. Con cuore stretto vi prego di gradire i miei saluti angoscianti.

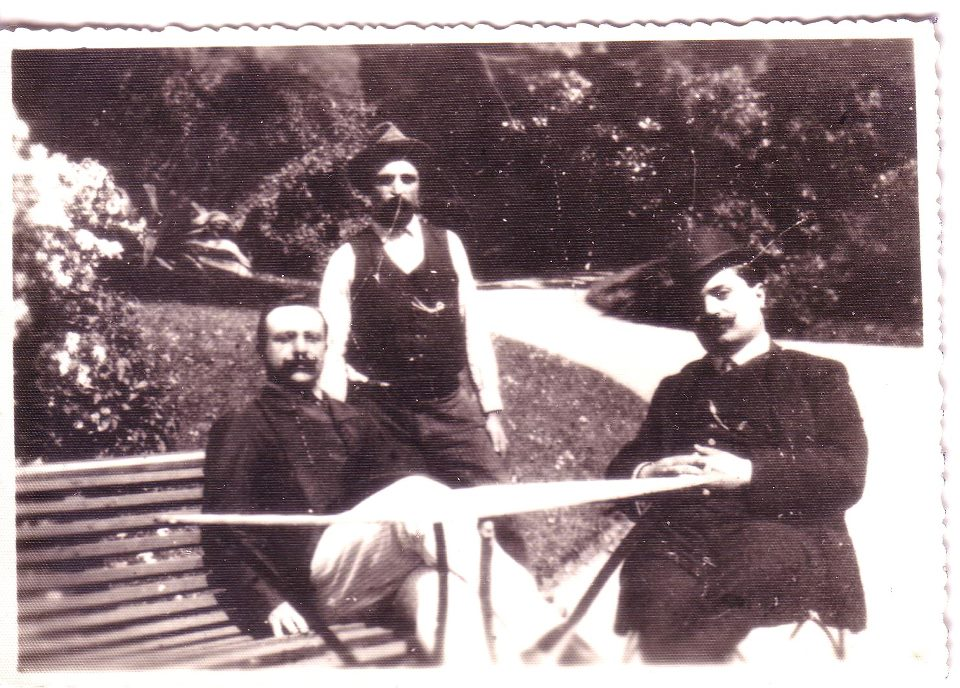
Mattia Forte e Giacomo Puccini nel parco di Villa Pastore Capriglia

Devotissimo
S. Di Giacomo

## Opere
- La sposa tebana, versi di Alfonso Fiordelisi, Teatro della Fenice 1884
- Botton di rosa, Teatro della Fenice 1889
- Anfitrione, operetta in 3 atti, testo A. Fiordelisi Napoli: G. Santojanni, stampa 1890. Teatro Politeama. interpreti: Castagnetta, Giuseppe; Barbetti, Vincenza; Montano, Giovanni; Zambianchi, Alfredo; Agostino, Annita: D; Ferrara, Antonio; Ciotti, Pia; Pastore, Vincenzo; Guidi, Manfredo; Parmigiani, Paolina; Verrusio, Antonio.
- Il timpano magico, Teatro della Fenice 1891
- Canto marinaresco, a due voci (soprano e tenore) / Versi di Schiralli. Milano: G. Ricordi & C., t.s. 1896 dedicato alla bambina Bucci Caterina
- La Celeste, versi di G. Schiralli 1896
- Giorgetta la merciaia, versi di Salvatore di Giacomo. Teatro Eldorado 03/09/1903
- Inno alla Madonna delle Grazie di Capriglia 18/06/1910
- Inno a S. Anna di Pellezzano, versi di Donato Fumo 07/1910
- Canzone 'e berzagliere, versi di S. di Giacomo; musica di M. Forte; per mandolino dedicata al Generale Gustavo Fara e l'11 bersaglieri per la battaglia di Sciara Sciatt 23-24 ottobre 1911 in Libia. Polyphon Musikwerke, 1912; Napoli: Emilio Gennarelli & C
- Caino, versi di Francesco Galdo 1912
- 'Notte di stelle (notturno per pianoforte), Venezia, giugno 1914, per Maria Cacciatori
- Amor di valzer, scritta per il sig. Francesco Grazzini, Valdagno 10/06/1919
- Le sette meraviglie, versi di Salvatore di Giacomo
- Zarif
- Inno alla Carità, versi di Ottavio de Sica
- La preghiera degli orfani di guerra, versi di Ottavio de Sica
- All'arpa mia, versi di E. Casavecchia
- I mille Talleri, versi di Filippo Casari Ferraresi
- Inno campestre, versi di C. Scuccimarra
- Danza nei campi,
- Inno per la festa dei tre mari
- Le 3 ore di agonia
- Mandolinata
- Piccola Messa Solenne
- Sinfonia
- 'A festa d'o mare
- Duettino alla tiroles
- Ave Maria per le nozze Napoli-D'Andrea
- Dixit a grand'orchestra
- Minuetto